# اوله پتر گرده
اوله پتر گرده (انگلیسی: Ole Petter Pollen؛ زادهٔ ۱۶ september ۱۹۶۶ (۵۸ سال)) قایقران اهل نروژ است.